# Molenberg (Angla)

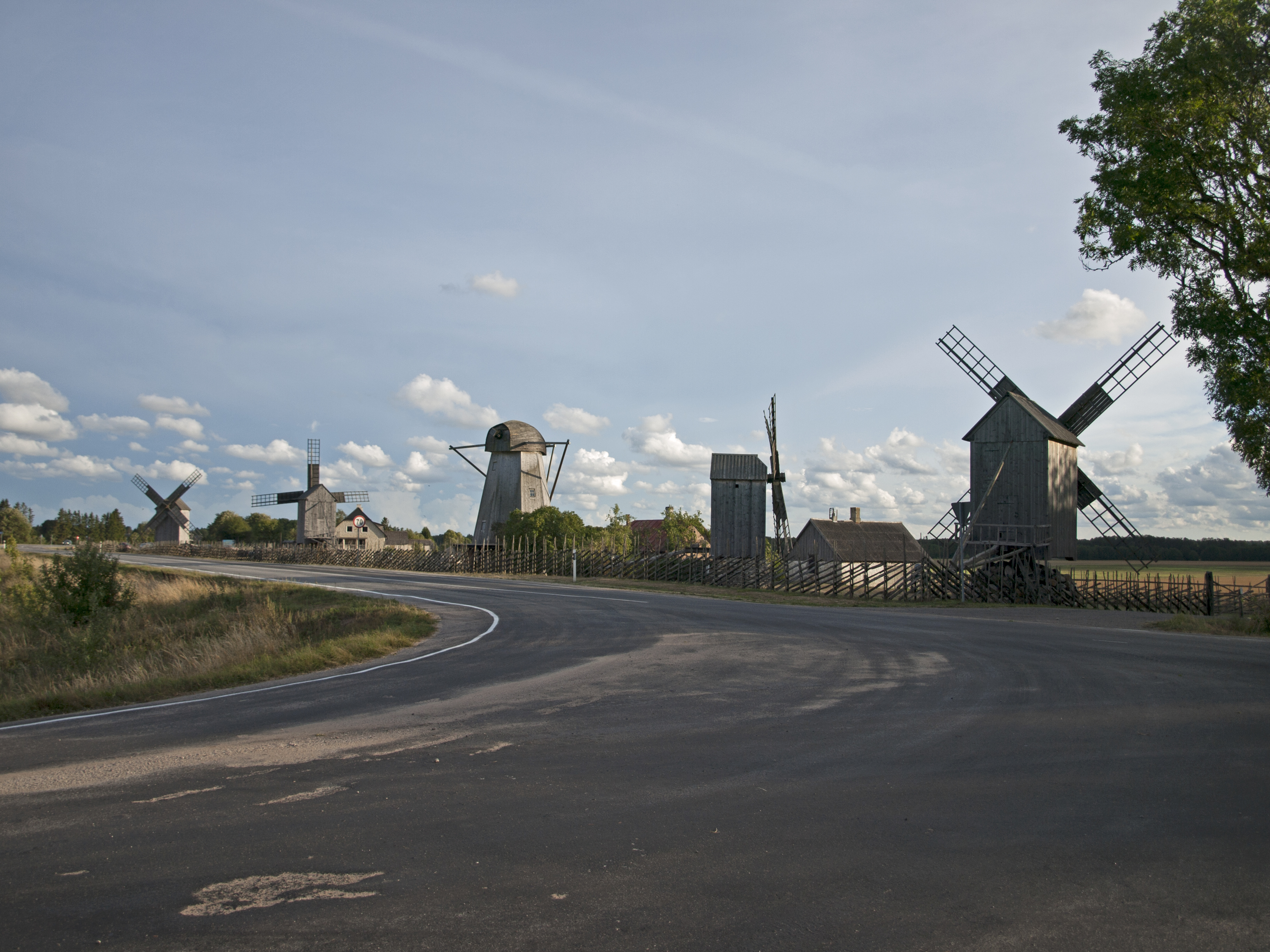
De vijf windmolens op de Molenberg

De Molenberg is een heuvel nabij de Estse plaats Angla, welke behoort tot de gemeente Saaremaa op het eiland Saaremaa.
Het bijzondere van deze heuvel is dat het daar gewoonlijk hard op waait, wat het tot een uitgelezen plaats maakt voor de bouw van windmolens.
In Angla zijn nog vijf windmolens, die alle op de Molenberg staan. De grootste is een achtkante stellingmolen, gebouwd in 1927. Andere molens zijn standerdmolens. Deze standerdmolens worden door een stapel zwerfstenen aan de basis overeind gehouden.
De molens maken tegenwoordig deel uit van het Erfgoedcentrum van Angla. Tussen 2009 en 2011 werden de molens gerestaureerd. Ze zijn allemaal toegankelijk voor het publiek. Ook worden er op het terrein oude ambachten gedemonstreerd.

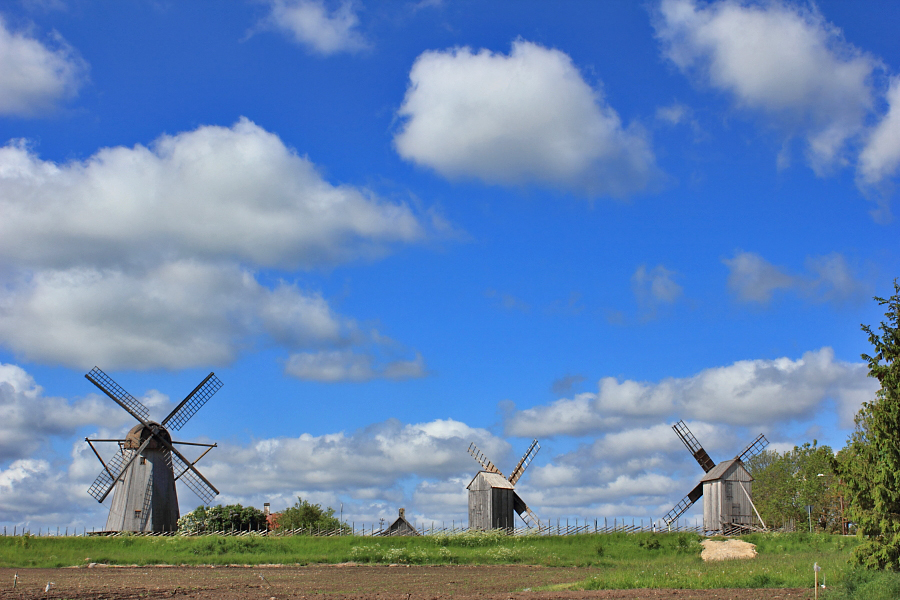
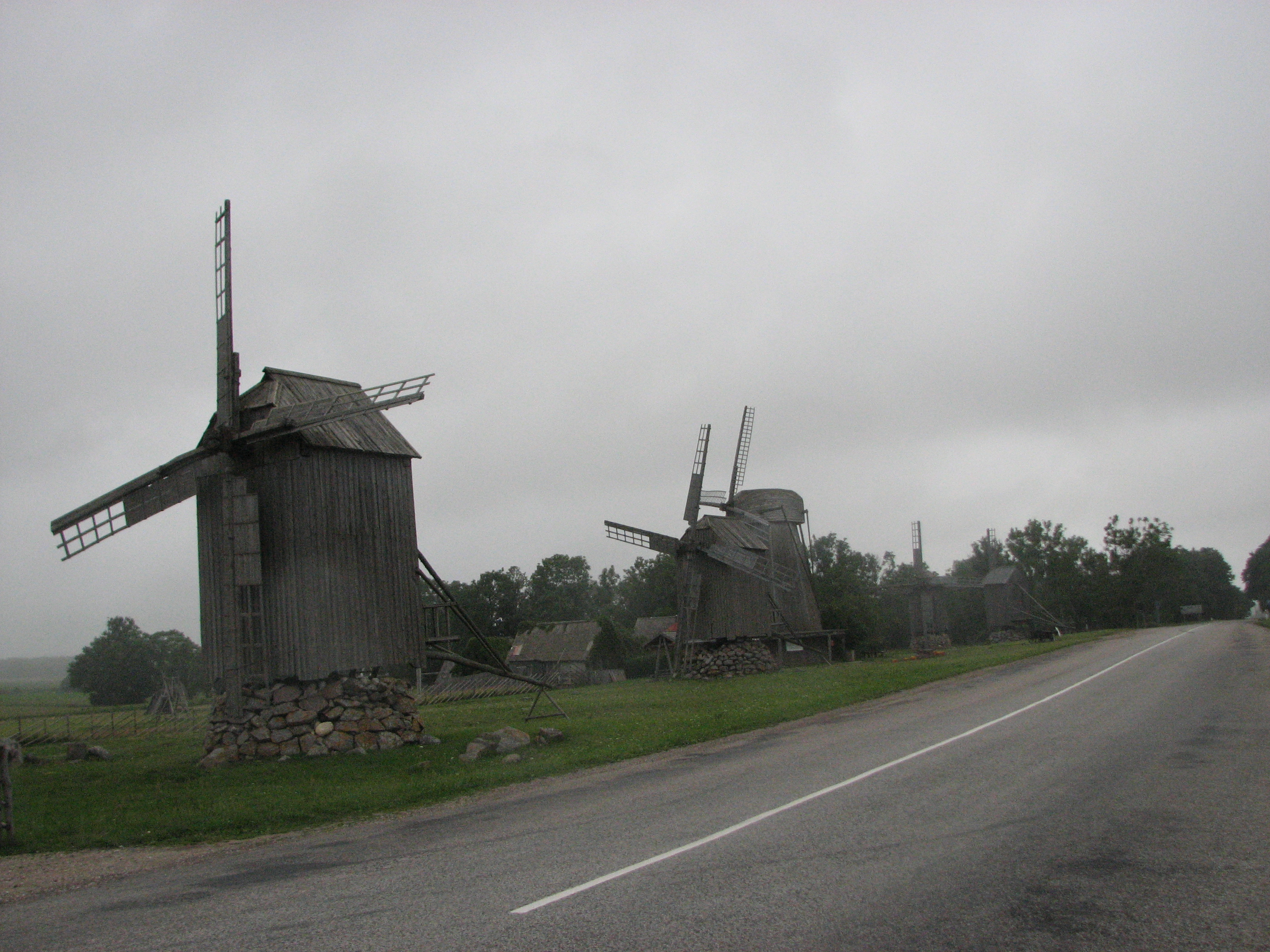
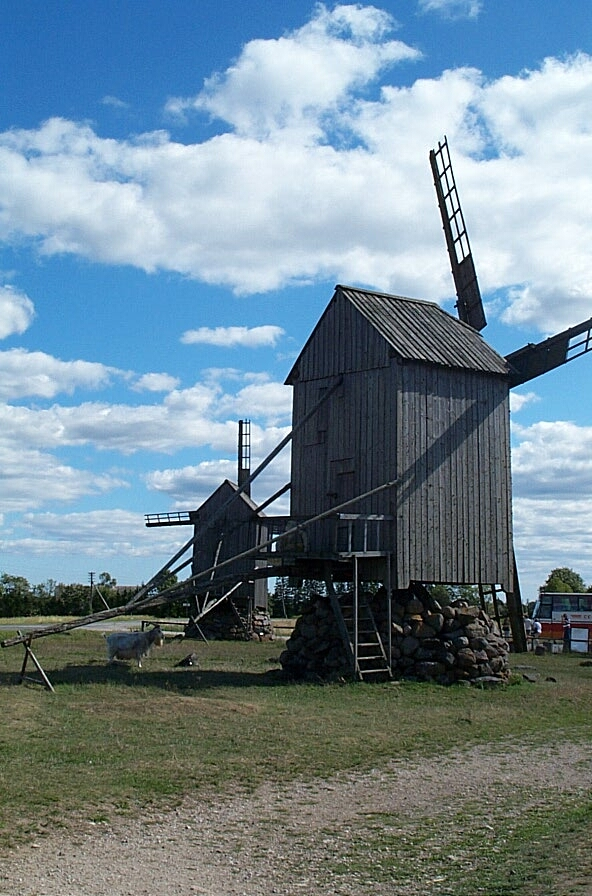
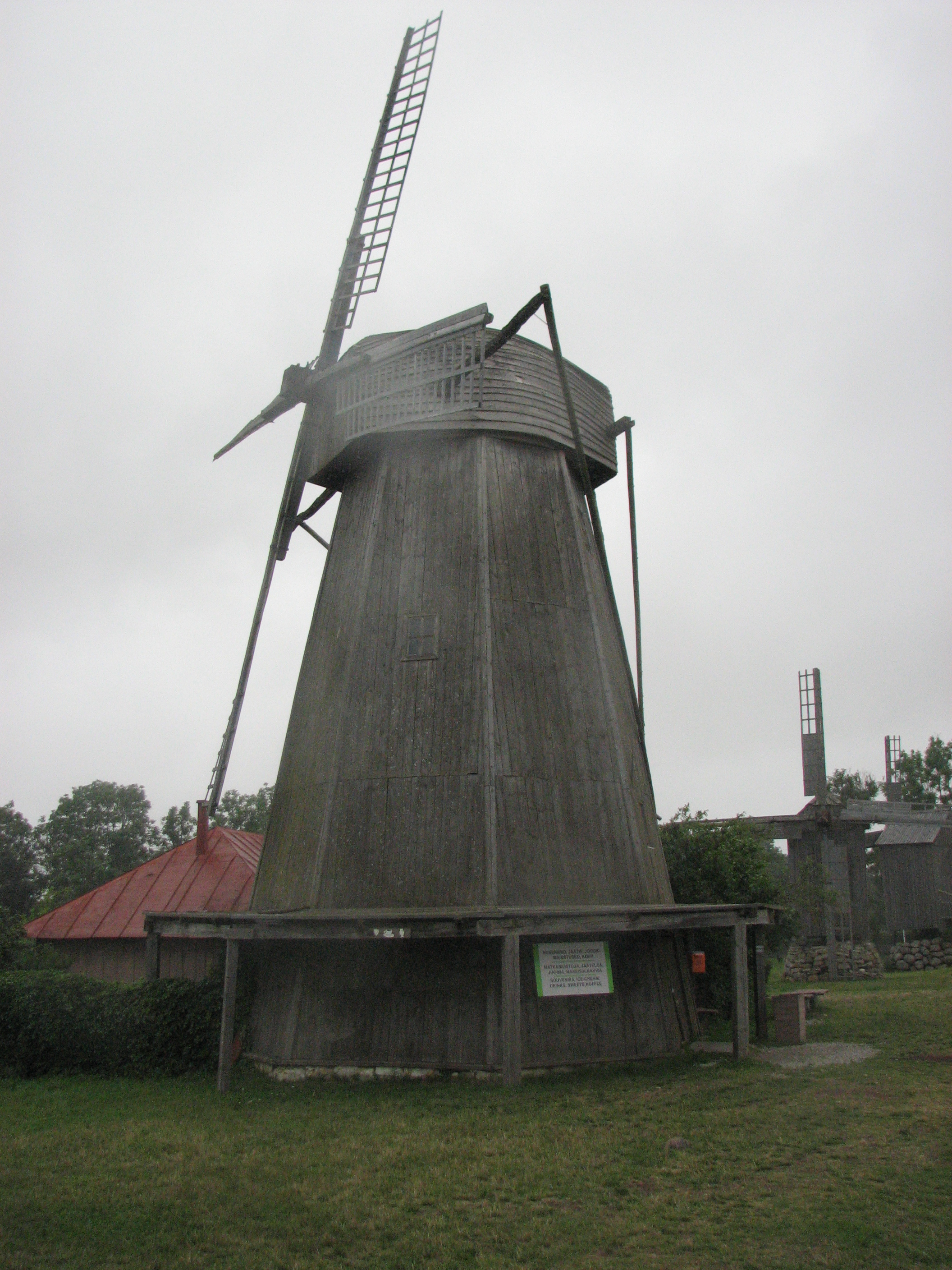
Stellingmolen
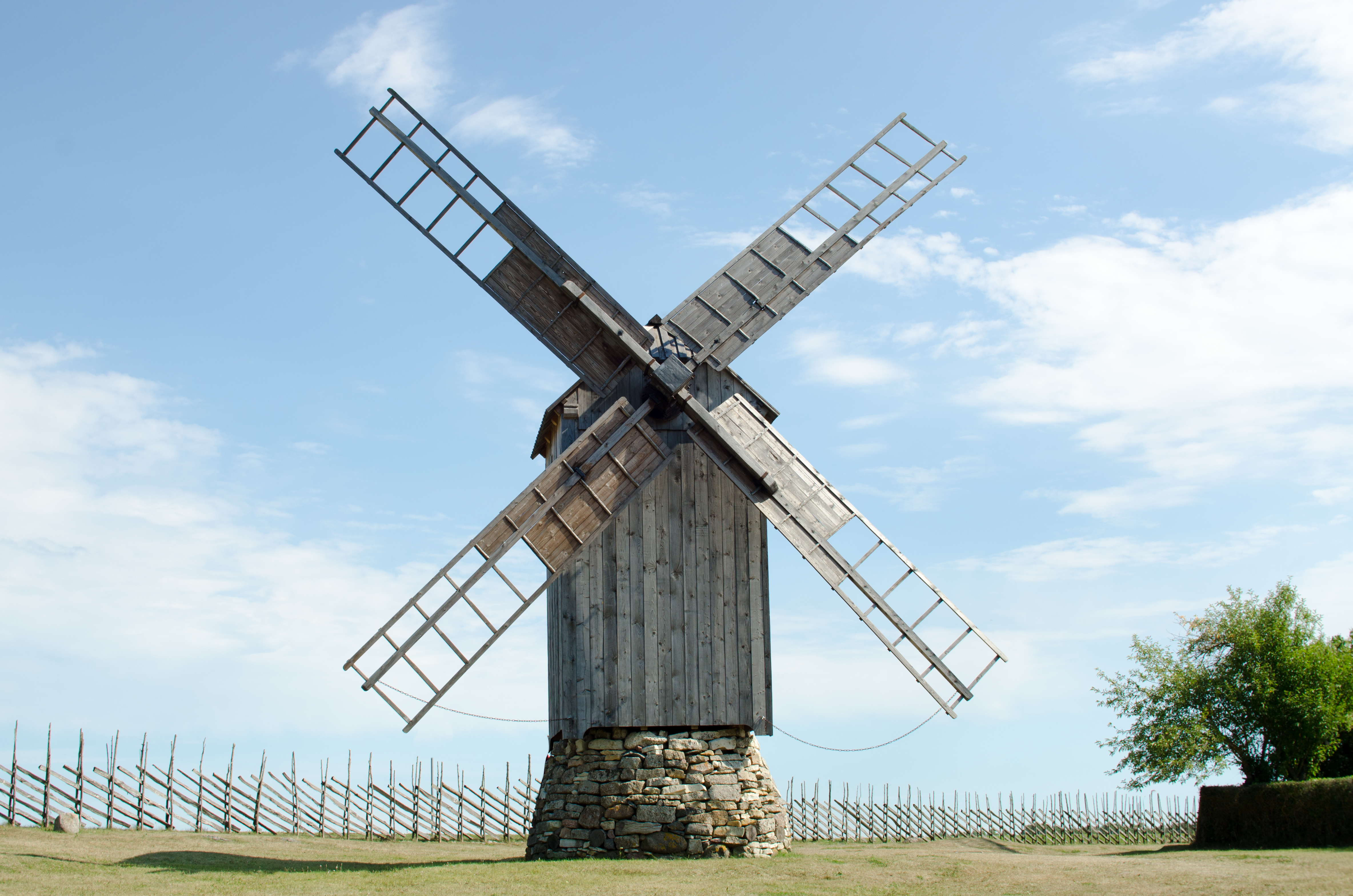
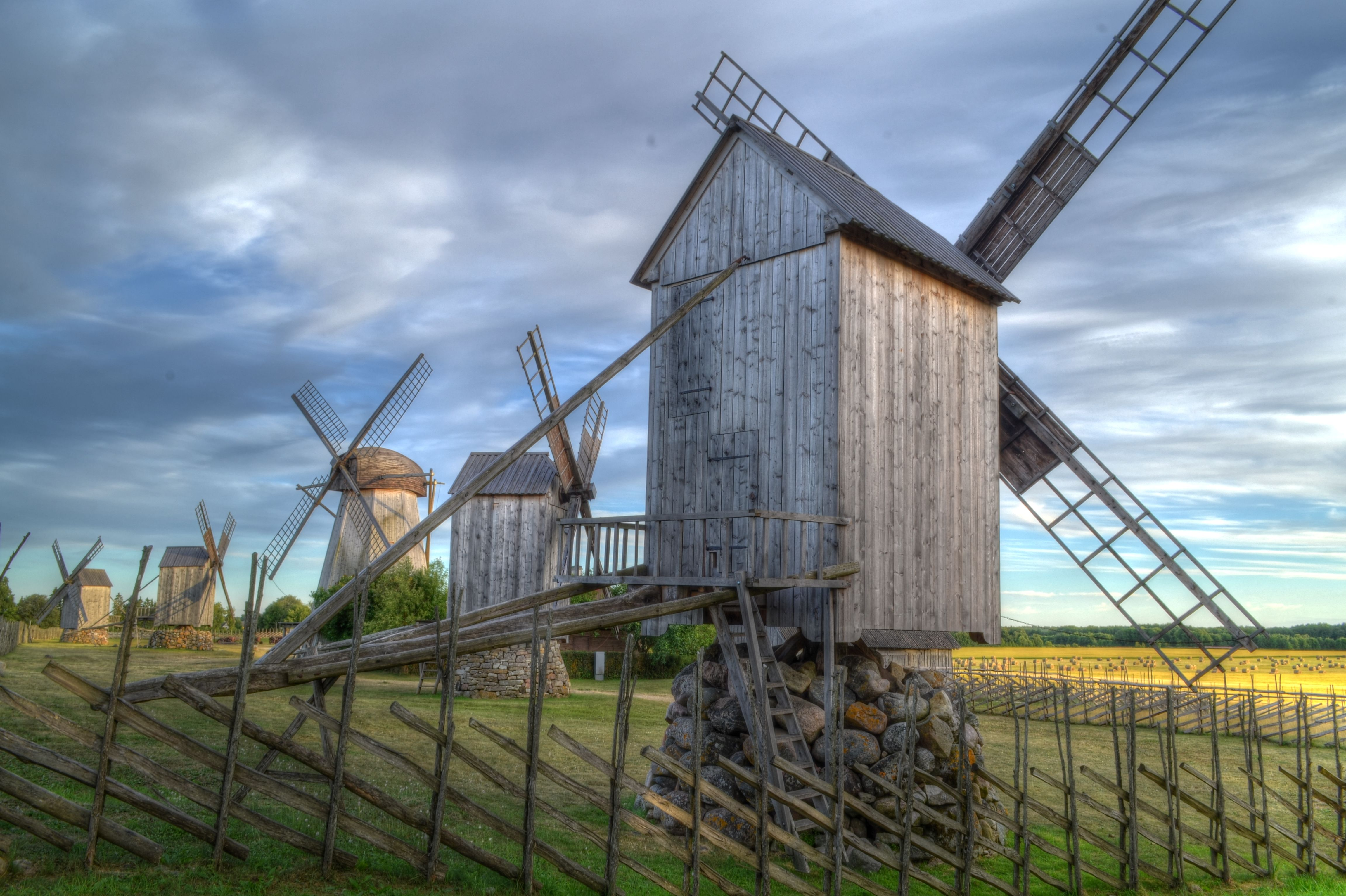
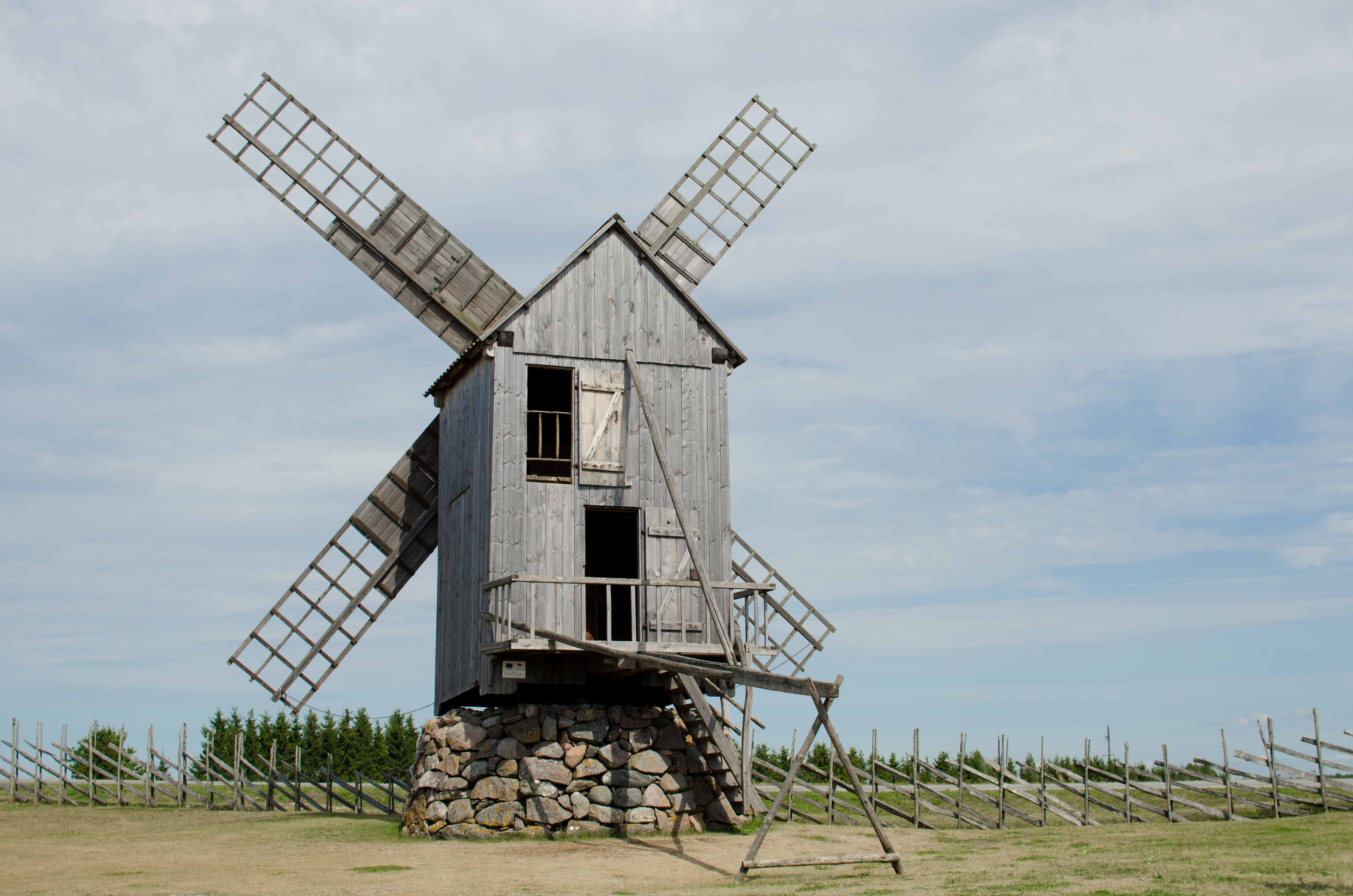
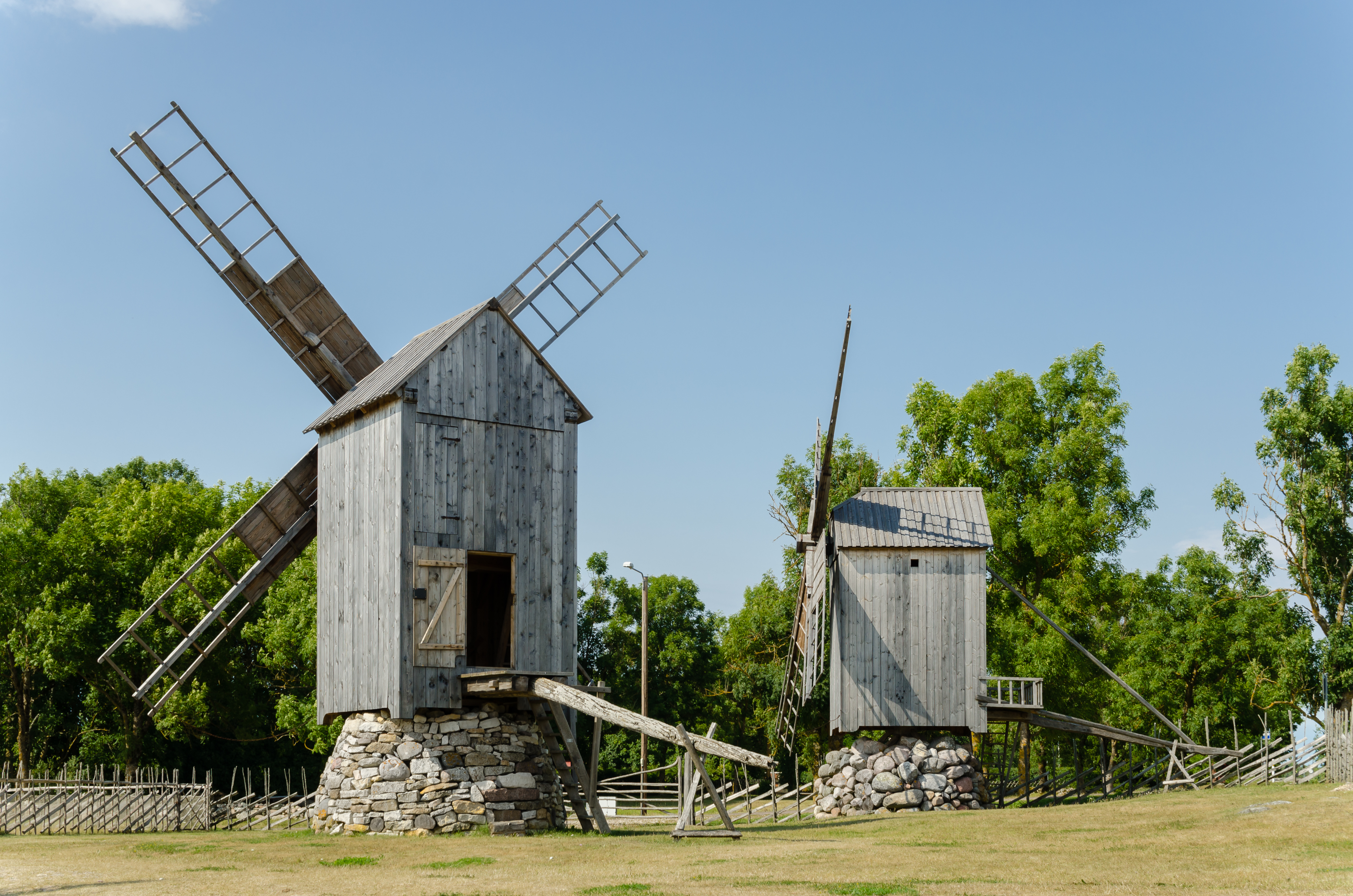